# Anne-Marie Bertrand (historienne)
Pour les articles homonymes, voir Anne-Marie Bertrand et Bertrand.
 (janvier 2025).
Anne-Marie Bertrand est une bibliothécaire et une historienne française, née le 20 avril 1951.

## Carrière
Anne-Marie Bertrand intègre l'École des chartes dont elle sort archiviste paléographe en 1975 grâce à une thèse intitulée Recherches sur l'édition et les milieux littéraires parisiens en 1644.
Nommée conservateur puis conservateur général, elle dirige successivement les bibliothèques municipales de Roubaix et de Nantes, avant de travailler à la Direction du livre et de la lecture puis de diriger le service « Études et recherche » de la Bibliothèque publique d'information, à Paris. 
Elle est ensuite chargée de mission à la Direction du livre et de la lecture (ministère de la Culture et de la Communication) puis rédactrice en chef du Bulletin des bibliothèques de France. Elle est nommée en septembre 2005 directrice de l'École nationale supérieure des sciences de l'information et des bibliothèques pour un mandat de 5 ans et reconduite en 2010 pour 5 années supplémentaires[source insuffisante]. Attachée à la formation des bibliothécaires, Anne-Marie Bertrand a notamment participé à deux congrès de l’ABF lorsqu’elle était directrice de l’ENSSIB : modératrice lors du congrès « Entrer dans le métier » en 2014 (visionnable en ligne) et intervenante lors du congrès « La formation des personnels de bibliothèques territoriales » en 2014 (visionnable en ligne).
Auteur de travaux d'histoire culturelle contemporaine sur les rapports entre les villes et leur bibliothèque, elle est docteur en histoire et habilitée à diriger des recherches.
Par ailleurs, Anne-Marie Bertrand a travaillé sur la culture et les politiques culturelles. Nous pouvons citer l’article Bibliothèque et musée : notions et concepts communs paru en 2014 dans le BBF. Elle a également écrit des articles sur la démocratisation culturelle ou l’éducation aux arts et à la culture (rapport présenté au ministre de la Culture en 2003).
Elle est chevalier des Arts et Lettres, de l'ordre national du Mérite et de la Légion d'honneur (promotion du 1er janvier 2009).
Depuis 2018, elle appartient au Comité d'histoire du ministère de la Culture.

## Distinctions
- Chevalière de la Légion d'honneur en 2009
- Chevalière de l'ordre national du Mérite
- Chevalière de l'ordre des Arts et des Lettres

## Ouvrages
- Îles de Loire (catal. d'expos.), Nantes, 1987 (dir.)
- Mémoires de l'eau à Nantes (catal. d'expos.), Nantes, 1991 (codir.)
- Les bibliothèques municipales : acteurs et enjeux, Paris, 1994 (2e éd., 2002)
- Bibliothécaires face au public, Paris, Éditions de la Bibliothèque publique d'information, 1995, 250/286 p.  (ISBN 2902706960 et 9782902706969)
- Bibliothèques territoriales, identité et environnement, Paris, 1995
- Ouvrages et volumes : architecture et bibliothèques, Paris, 1997 (en collab.)
- Les bibliothèques, Paris, 1998 (2e éd., 2002 ; 3e éd., 2007  (ISBN 9782707152770))
- Les villes et leurs bibliothèques : légitimer et décider : 1945-1985, Paris, 1999
- Les publics des bibliothèques, Paris, 1999
- Les bibliothèques municipales et leurs publics : pratiques ordinaires de la culture, Paris, Éditions de la Bibliothèque publique d'information, 2001, 286 p.  (ISBN 2842460529 et 9782842460525) (en collab.)
- Lecture publique et territoires, trente ans de mutations en BDP, actes du colloque de Montbrison, 24 et 25 octobre 2003, Villeurbanne, 2005 (dir.)
- Lire ensemble, vivre ensemble : bibliothèques et laïcité, actes de la journée d'étude organisée par la Bpi le 19 septembre 2005, Paris, Éditions de la Bibliothèque publique d'information, 2005 (en collab.)
- Regards sur un demi-siècle : cinquantenaire du « Bulletin des bibliothèques de France », Villeurbanne, Presses de l'Enssib, 2006 (codir.)
- Bibliothèque publique et public library : essai de généalogie comparée, Villeurbanne, Presses de l'Enssib, 2010

## Citation
- « Les bibliothèques sont aujourd’hui un enjeu culturel, mais aussi politique et social. »[9]